# Deutsches Nönnchen

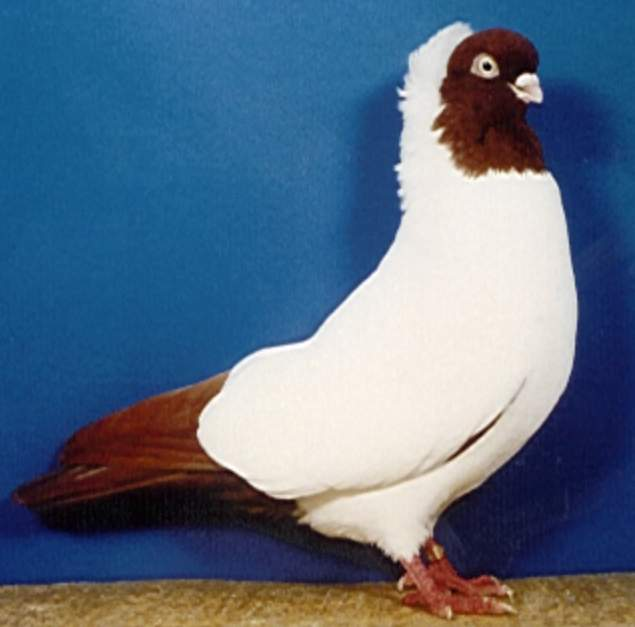

Das deutsche Nönnchen ist eine deutsche Haustaubenrasse. Es ist eine nicht sehr große, aber dennoch kräftige und fluggewandte Taube von lebhaftem Wesen und edler, graziöser Form. Deutsche Nönnchen gibt es mit und ohne Haube. Anerkannt sind acht Farben. Die Rasse ist seit Anfang des 17. Jahrhunderts bekannt.